# 水利森林官府邸

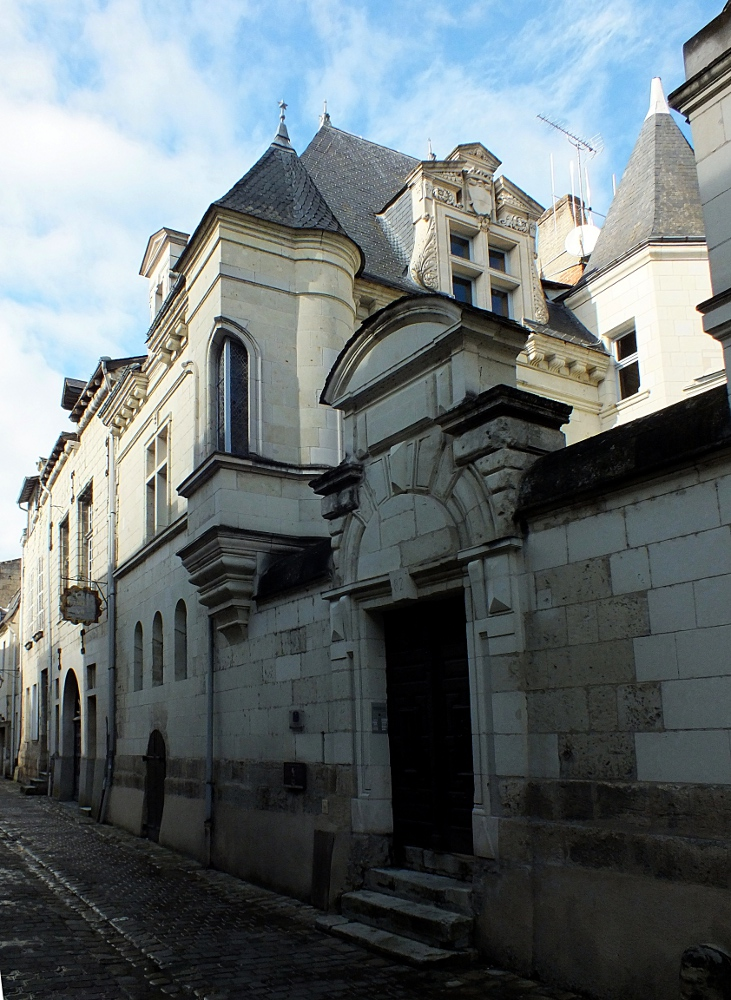

水利森林官府邸（Hôtel de la Maîtrise des eaux et forêts）是一座法式府邸，位于法国中央-卢瓦尔河谷大区安德尔-卢瓦尔省希农伏尔泰街82号，建于16-17世纪。1920年7月15日列为法国历史遗迹。